# Recylex
 (avril 2015).
Si vous disposez d'ouvrages ou d'articles de référence ou si vous connaissez des sites web de qualité traitant du thème abordé ici, merci de compléter l'article en donnant les références utiles à sa vérifiabilité et en les liant à la section « Notes et références ».
Implanté en France et en Allemagne, le groupe Recylex est un spécialiste européen du recyclage du plomb, du zinc, du polypropylène et de la production de métaux spéciaux de haute pureté. Acteur majeur de l’économie circulaire grâce à son savoir-faire historique[réf. nécessaire], le groupe Recylex a réalisé un chiffre d'affaires consolidé de 365 millions d'euros en 2018 et emploie plus de 730 personnes.  
Les activités du groupe Recylex sont le recyclage du plomb et du plastique (principalement à partir des batteries automobiles et industrielles usagées), le recyclage du recyclage du zinc (à partir des poussières issues des aciéries électriques ou du vieux zinc), et la production de métaux spéciaux de très haute pureté. 
Recylex est cotée à la bourse de Paris.

## Histoire

### Origine
En 1881, la Société minière et métallurgique de Peñarroya est créée, elle tire son nom de la ville espagnole de Peñarroya. Elle se spécialise dans l’activité minière puis métallurgique. Cette multinationale française est un des symboles majeurs de l'histoire industrielle du XXe siècle. En 1882, la Société minière et métallurgique de Peñarroya est cotée à la bourse de Paris. Durant les trente glorieuses, Peñarroya sera l'équivalent du géant minier Rio Tinto, mais s'effondrera subitement dans les années 1980 en raison de la chute durable des cours des matières premières à laquelle n'échapperont pas les métaux. Le groupe sera progressivement démantelé.
Dans les années 1970, Peñarroya fusionnera avec Le Nickel et Mokta notamment pour se renforcer dans le nickel en Nouvelle-Calédonie, au sein d’un groupe qui prit en 1974 le nom d’Imetal, et dont le principal actionnaire fut de nouveau la banque de la Famille Rothschild. 
En 1981, la Société minière et métallurgique de Peñarroya est en partie nationalisée, conséquence de la nationalisation de son actionnaire la Banque Rothschild (devenue Européenne de Banque). Plusieurs activités (dont le nickel) sont sortis de son périmètre. En 1985, les mines de Nouvelle-Calédonie sont ainsi regroupées dans la Société Métallurgique Le Nickel-SLN, filiale à 100 % d’une nouvelle société mère, dénommée Eramet, dont Imétal ne détient plus que 15 %. En parallèle, entre 1994 et 1998, Imetal double de taille, essentiellement par croissance externe dans le domaine des minéraux, ce qui l'amène à se transformer en 1999 pour devenir le groupe Imerys, spécialiste des minéraux de spécialité.
En 1988, le groupe Metaleurop est créé par fusion des activités restantes de la Société minière et métallurgique de Peñarroya avec la division des métaux non ferreux du groupe allemand Preussag (devenu aujourd’hui TUI[réf. nécessaire]).
En 2003, le groupe Metaleurop est placé en redressement judiciaire en raison de grandes difficultés économiques et financières liées à la faiblesse des cours des métaux. Sa filiale Metaleurop Nord est placée en redressement judiciaire puis mise en liquidation. En 2005, le groupe Metaleurop sort de son redressement judiciaire grâce à un plan de continuation sur 10 ans adopté par le tribunal de commerce de Paris. 

### Recylex
En 2007, le groupe Metaleurop devient Recylex, un nouveau nom évoquant "recyclage" et "expertise" pour marquer définitivement le tournant stratégique vers le recyclage et tourner la page des années noires ayant entrainé la liquidation dramatique de sa filiale Metaleurop Nord à Noyelles-Godault.
En 2012, la société Recylex fêta les 130 ans de cotation en bourse de son action sur Euronext Paris, en tant qu’héritière de la Société minière et métallurgique de Peñarroya dont l'action est cotée à Paris depuis 1882.
En décembre 2015, Recylex a finalisé avec succès son plan de continuation sur 10 ans adopté en 2005 par le tribunal de Commerce de Paris, au cours duquel elle aura remboursé plus de 58 millions d'euros.
Le 28 mars 2019, Recylex obtient un report de certains de ses paiements en retard auprès de ses créanciers. Les difficultés de Recylex se situent au sein de son activité allemande. En 2016, dans le cadre de la modernisation de son activité outre-Rhin, Recylex avait investi dans un nouveau four de réduction dans sa fonderie de Nordenham pour une valeur de plus de 60 millions d'euros. Cependant, les soucis techniques rencontrés ont provoqué des problèmes économiques durables : en 2018, le chiffre d'affaires a reculé de 19% à 365 millions d'euros.
Le 14 mai 2020 Le sous-groupe allemand de Recylex annonce avoir déposé le bilan et demandé l’ouverture d’une procédure de sauvegarde pour ses différentes entités, après avoir suspendu la cotation du groupement, mais cette mesure ne concerne pas les filiales françaises.
En mai 2022, Recyclex est placé en redressement judiciaire par le tribunal de commerce de Paris, faute d'avoir pu trouver un accord avec ses créanciers. Un potentiel repreneur pourrait être désigné, la date butoir fixée par le tribunal étant le 14 juin 2022.

## Présentation
Les activités principales du Groupe sont :
- le recyclage du plomb qui représente 72 % du chiffre d’affaires consolidé avec plus de 100 000 tonnes de plomb produites par an, principalement à partir de batteries automobiles et industrielles usagées (plus de 150 000 tonnes de batteries recyclées) ; Recylex est le leader français, le second recycleur et le troisième producteur en Europe ;
- le recyclage du plastique qui représente 3 % du chiffre d’affaires consolidé avec 12 000 tonnes de polypropylène recyclé produites, principalement à partir de boîtiers de batteries usagées et d’autres déchets industriels (pièces automobiles, déchets du BTP, bouchons en plastique…) qui sera utilisé par plusieurs industries dont le BTP, les constructeurs ou équipementiers automobiles ;

- le recyclage du zinc qui représente 22 % du chiffre d’affaires consolidé, avec 2 activités : le traitement des poussières issues des aciéries électriques (160 000 tonnes de poussières d'aciérie recyclées pour une production de 74 000 tonnes d'oxydes Waelz) et le recyclage du vieux zinc (plus de 22 000 tonnes d'oxides de zinc produites à partir de déchets comme les toitures ou les gouttières) ;

- la production de métaux spéciaux (3 % du chiffre d’affaires consolidé), utilisés principalement dans le secteur de l’industrie électronique, l’optique et les techniques de pointe (germanium, arsenic de haute pureté, gallium, indium, tellure de cadmium, etc.).

Recylex est implanté en France et en Allemagne sur une dizaine de sites de production et son siège social est situé à Suresnes, en banlieue parisienne. Le Groupe emploie plus de 730 personnes en 2018 (dont environ 100 en France). 
Recylex SA, maison-mère du Groupe éponyme est cotée en Bourse sur Euronext Paris. Pour voir le cours de l'action, cliquer-ici.